# Секу Мара
Секу Мара (фр. Sékou Mara, нар. 30 липня 2003, Париж, Франція) — французький футболіст сенегальського походження, нападник клубу «Страсбур».

## Клубна кар'єра

### Бордо
Займатися футболом Секу Мара почав в академії столичного клубу «Парі Сен-Жермен». У 2017 році він приєднався до клубу «Бордо», де грав за молодіжну команду. Дебют футболіста на професійному рівні відбувся 10 лютого 2021 року у матчі Кубка Франції проти «Тулузи». 2 травня 2021 року у матчі проти «Ренна» забив свій перший гол на професійному рівні і став наймолодшим автором голу у складі «Бордо» за останні 14 років.

### Саутгемптон
25 липня 2022 року стало відомо, що Мара переходить до англійського «Саутгемптона», підписавши з клубом чотирирічний контракт. 13 серпня 2022 року нападник провів свою першу гру у складі «Саутгемптона» у матчі англійської Прем'єр-ліги проти «Лідс Юнайтед». Перший голом в чемпіонаті Англії футболіст відмітився 8 квітня 2023 року у програному матчі проти «Манчестер Сіті».
13 квітня 2024 року у матчі проти «Вотфорда» Секу Мара вдарив Раяна Портеуса в моменті без м'яча. За цю агресивну поведінку Футбольна асоціація дискваліфікувала Мара на три місяці.

### Страсбур
21 серпня 2024 року Секу Мара повернувся до Франції, де підписав контракт з клубом «Страсбур» на п'ять років.

## Міжнародна кар'єра
В період з 2021 по 2023 роки Секу Мара провів чотири матчі у складі молодіжної збірної Франції.

## Особисте життя
Мама Секу Мара — Одрі Креспо-Мара французька журналістка та телеведуча. Батько Аліу Мара сенегальский підприємець.